# Ryōma Echizen
Ryoma Echizen (越前リョーマ Echizen Ryōma?) es un personaje de ficción y el protagonista del anime y manga Prince of Tennis. Ryoma es el hijo de Nanjiro Echizen, antes conocido como "Samurai Nanjiro" durante sus días como un tenista profesional y jugador de Rinko Takeuchi-Echizen, un templo. Ryoma gana el apodo de "Samurai" en el tercer capítulo de la serie. Hace su primera aparición, cuando critica un estudiante de secundaria sobre sus conocimientos de tenis. Como el personaje principal, Ryoma es uno de los más populares personajes de la serie. 

## Historia
Echizen Ryoma es un estudiante de primer curso en la secundaria Seishun Gakuen (Seigaku para abreviar). Es medio Japonés, dado que su madre proviene de Estados Unidos y su padre Echizen Nanjiroh nació en Japón. Cuando empieza la serie, justo acaba de llegar a vivir al país de su padre, por varias razones. En Estados Unidos, Ryoma ganó bastante popularidad en el mundo del tenis al ganar cuatro títulos consecutivos en los torneos de American Junior Tennis. Debido a su casi invencible forma de jugar tenis, Ryoma ganó la etiqueta de "prodigio" a la edad de doce años. Su apariencia, confianza en sí mismo y una cierta arrogancia, hacen de él muy popular con las chicas, aunque él parece no notarlo dado que centra su atención exclusivamente en el tenis.
En la cancha de tenis, es un jugador con muchos tiros y habilidades especiales. Uno de los mayores talentos de Ryoma es su capacidad para aprender nuevas técnicas, después de sólo verlos realizados un par de veces.
También tiene mucha resistencia comparada con otros jugadores a los que gana cuando un partido se centra en una batalla de resistencia. Junto con Kikumaru Eiji, Ryoma tiene un talento excepcional para ver objetos en movimiento; por lo que su vista es excelente. Es duro consigo mismo y cada día se exige más con la meta de vencer a su padre, aunque a medida que prosigue el anime adquiere otras metas. Es específicamente un jugador de individuales, aunque una vez fue la pareja en dobles con Takeshi Momoshiro.
Aunque es zurdo, su famoso Twist Sirve sólo es efectiva cuando lo ejecuta a partir de la mano dominante de sus adversarios (es decir, que utiliza la mano derecha cuando se juega contra un jugador diestro y también al revés). También juega al tenis de vez en cuando con su mano derecha, utilizándola como una ventaja contra adversarios más débiles o una forma de poner a prueba las habilidades de su oponente. 
Ryoma demuestra también en la destreza de otros deportes, como bolos, tenis de mesa y billar. Sus habilidades en el voleibol de playa, pueden ser cuestionadas. Cuando los estudiantes de Seigaku van a la playa durante la serie de anime, Ryoma juega bien cuando está emparejado con Kaidoh. Sin embargo, él juega muy mal en la OVA junto con Tezuka. En el mismo evento en el manga, Ryoma, junto con la Rokkaku Kentaro Aoi, juega decentemente sólo después de activar Muga no Kyōchi. Su lema en el anime japonés es Mada mada dane.

## Estilo de tenis y técnicas
Echizen es un jugador todo-terreno, es decir, adapta su estilo según la situación lo requiera. Su mano dominante es la zurda, pero tiene la capacidad, heredada de su padre, de ser ambidiestro, por lo cual usa las dos manos en situaciones donde principalmente su mano dominante no alcanza a la pelota. El sentido de tenis que tiene es extraordinario, pues aparte de tener excelente visión (ver los objetos en movimiento como si fueran estáticos), puede llegar a ver la técnica del oponente y saber cómo contrarrestarla, y además copiarla si es necesario.

### Servicios
Servicio Twist
Este saque tiene una sorprendente rotación que hace que la pelota salga disparada a la cara del oponente. Debe ser usado a partir de la mano dominante del oponente, disminuyendo la facilidad de la devolución.
Servicio Twist Tornado (OVA solamente)
Es presentado en el OVA "A day of a survival mountain". Éste se curva a la cara de manera anormal, similar a un tornado. En el OVA, Ryoma trata de usar el servicio Twist en una cancha inclinada, pero el servicio se volvió débil y fácil de devolver. Luego adapta el servicio a como lo haría normalmente en una pista, provocando (por la pista inclinada) que el saque se curve anormalmente. Después, logra realizar el servicio Twist "modificado" en una cancha corriente, e Inui Sadaharu lo bautiza como "servicio Twist Tornado"
Servicio Magnum (manga y película solamente)
Un servicio copiado directamente de Matsudaira Chikao durante el partido entre él y Echizen en la cancha del campo Sub-17, la postura del servicio es irregular debido a que el pie no dominante se estira hacia atrás con el pie dominante firmemente plantado en el suelo con la rodilla doblada. Sin embargo, después de lanzar la pelota en el aire, el cuerpo salta hacia adelante para golpear la bola, lo que resulta en un saque potente.

### Smash
Smash Twist
Cuando la pelota toca el suelo, cambia de dirección exactamente igual a como se haría en un servicio; es usado en el partido de Ibu Shinji de la secundaria Fudomine, y contra Fuji Syusuke, aunque el Higuma Otoshi fue capaz de devolverlo.
Smash Ciclón (solo en el anime)
Un smash extraordinariamente poderoso hecho saltando en el aire, y girando, a continuación, torciendo el cuerpo de vuelta a la bola. Se muestra por primera vez en el partido contra Atobe, antes de la final de Kantou. Más tarde perfecciona el movimiento mientras juega contra el subcapitán Sanada del Rikkaidai. Esta técnica parece ser derivado del "FuRinKaZan" de Sanada, "Ka", como la forma y el poder, pues es muy similar.
Rondó hacia la destrucción (manga solamente)
Una jugada de dos partes que hace que la pelota en un smash quite la raqueta de la mano del oponente, y luego de dos pasos un segundo smash para definir el punto. En el manga, Fuji dice que Echizen no estaba en Muga no Kyochi cuando usó esta técnica contra Atobe en los Nacionales, pero en el OVA Echizen estaba en este estado cuando hizo esta técnica.

### Voleas Drives
Drive A
Un tiro directo con topspin que va a la cara del oponente a quemarropa. Usó esta técnica contra Akutsu Jin del Yamabuki.
Drive B
Un tiro con topspin que produce dos rebote consecutivos, la forma de la que forman el homónimo "B". Ryoma se desliza hacia arriba por lo general cerca de la red y luego salta para realizar el drive B. Sin embargo, durante su partido contra Kentaro Aoi, Ryoma también utiliza un drive B cuando todavía está deslizando sobre el terreno. A continuación, utiliza la fuerza hecha por el balón para ir aún más rápido. A pesar de que le otorga más velocidad, esta versión carece de la altura regular del drive B, debido al Topspin, se curva hacia el suelo en lugar de salir.
Drive C
Es similar al Cool Drive, solo que con la mitad de rotación que éste. Al golpear el suelo, gira con rapidez sin rebotar, formando una C alargada. Este tiro parece derivar del Tsubame Gaeshi de Fuji.
Drive D
Tiene la mitad de topspin del drive B, pues rebota una sola vez, pero es suficiente para que el oponenete no pueda alcanzar la bola.
Cool Drive
Un tiro con rotura violenta que hace que la pelota no bote, sino ruede por el suelo. Es similar al Tsubame Gaeshi pero el efecto lateral es enorme en vez de tener underspin. Puede ser usado de derecha o de revés.
Samurai Drive
Una técnica de revés que le imprime una tremenda fuerza a la bola, pero es apuntada hacia el poste de la red, provocando que la pelota se divida en dos partes. Es usado en el partido de Kintaro Tooyama, pero no se ve la técnica en sí, sino el resultado. Se muestra la técnica en la final de los Nacionales contra Yukimura Seiichi.

## Características
Su materia favorita es inglés, pero al haber crecido en Estados Unidos, Ryoma tiene un buen nivel de inglés, por lo que sus compañeros lo admiran. También es objeto de admiración de su propio club de fanes en la escuela, la cual es liderada por Tomoka Osakada. Sakuno Ryuzaki está enamorada de él. Su color favorito es el plata a pesar de que siempre lleva una camisa roja y una raqueta roja. Su raqueta favorita es la Bridgestone Dynabeam Grandea. En el manga, lleva zapatos, gorra, pulsera y camiseta de la marca Fila 
En la película de Prince of Tennis Futari no Samurai, Ryoma supuestamente tiene un hermano mayor llamado Ryoga Echizen, pero este último se reveló más tarde a ser simplemente un niño que tuvo Nanjiro en unos pocos años atrás.

## Mada mada dane
Mada mada dane (まだまだだね) es una frase que se ha popularizado por Ryoma Echizen. El significado literal significa "No, todavía no", pero varía en la similitud, con los significados que incluyen "Aún te falta mucho", "No eres lo suficientemente bueno" y "No has terminado aún". La mayoría de las veces que lo dice Ryoma Echizen, es de forma despectiva. Las diferencias en el uso incluyen:
- Mada mada da na: utilizado por el ex Samurai Nanjiro en sus días de gloria.
- Mada mada da ze: utilizado por Ryoga Echizen
- Mada mada su ne (o Mada mada desu ne): se utiliza cuando se trata de alguien mayor respeto.
- Mada mada dane: utilizado en el anime, cuando gana en sus partidos de tenis

- Datos: Q2565553